# Старая Богдановка (Молдова)
Старая Богдановка (рум. Bogdanovca Veche) — село в Чимишлийском районе Молдовы. Наряду с сёлами Новая Богдановка и Димитровка входит в состав города Чимишлия.  До 1824 года называлось Джуламаны.

## География
Село расположено на высоте 89 метров над уровнем моря.

## Население
По данным переписи населения 2004 года, в селе Богдановка Веке проживает 1353 человека (663 мужчины, 690 женщин).
Этнический состав села:
| Национальность | Число жителей | Процентный состав |
| -------------- | ------------- | ----------------- |
| украинцы       | 1215          | 89.8              |
| молдаване      | 86            | 6.36              |
| русские        | 28            | 2.07              |
| болгары        | 17            | 1.26              |
| гагаузы        | 5             | 0.37              |
| прочие         | 2             | 0.15              |
| Всего          | 1353          | 100 %             |

## История
Источник: 
Основано в 1760 году. Село в Буджакской степи, расположенное на правом берегу р. Когыльник, на расстоянии 7 км. от г. Чимишлия, 15 км. от Михайловки и 90 км. от Кишинева. Основанное беженцами, приезжими с имений Хотина. Документально аттестовано в 1760 году. В глубине веков на этой территории были пустые поля, необработанные людьми. Именно по этим местам разгуливали разбойники — кочевники, которые были из азиатских степей. Они пасли свои стада, доходя до этих мест. По дороге они делали привалы для добычи. Часто останавливались в голом поле, чтобы напоить и накормить лошадей, спланы маршруты дальнейшего движения, или похоронить своих товарищей, погибших в боях с коренными жителями, которые естественно оказывали сопротивление. Эти же воры имели обычай защищать могилы умерших огромными буграми, из земли, выкопанной вблизи могилы. В могилы, они клали разные объекты, которые на сегодняшний день представляют научную ценность для изучения истории. На территории села Старая Богдановка, такой погребальный холм сохранился до наших дней. Еще один такой погребальный холм, с таким же историческим объяснением находится и на территории Новой Богдановки.
Как подтверждают старые документы, это село принадлежало штабс — капитану Петру Федоровичу Курику, который имел во владении имение, два больших дома, сад, трактир и школу. 13 декабря 1858 года здесь жили уже 260 мужчин и 238 женщин. До конца XIX века село называлось Курик, по имени помещика. Старые документы позволяют нам узнать имена предков: Коваджи Степан, Кушнир Иван, Давыдов Иван, Мейко Андрей, Почтаренко Василий, Стефанко Иван, Ткаченко Григорий, Задорожный Тудор, Яковлев. Сегодня уже не встречаются старые имена как: Балик, Чорный, Стахов, Щербатый, Шитилик и др. Из копии договора, составленного в 1845 году в Кишиневе, подпоручиком Петром Куриком, и торговцами третьего уровня Федором и Григорием Лога, стало ясно, что у помещика было 3207 десятин земли, несколько домов и фруктовый сад, две ветряные мельницы и одна водяная.
Церковь «Покров Пресвятой Богородицы» построена в 1915 году. В соответствии со старыми документами, в 1903 году жители села Старая Богдановка начали строительство церкви, а в 1911 году Кишиневская Епархия перечислила 3000 рублей на завершение строительства. Строительные работы были возглавлены предпринимателем Григорием Варфоломеевичем Лавровым.
В 1904 году, Замфир Арборе писал: «Село в составе волости Чимишлия. Население — 886 душ с 137 домами».
Из статистического словаря, изданном в Кишиневе в 1923 году, становится известным что: «Старая Богдановка, год основания — 1760. В 1870 году построена каменная церковь «Покров Божией Матери». Холмистый регион. Холмы: Кобзак, Чуботарулуй, Озеро Когылник, Ручьи Матасара и Когылник. Дома -288 , ненаселенные — 3. Жители: мужчины 700, женщины 744, всего 1444. Боярское хозяйство, сельскохозяйственный кооператив, 3 ветряные мельницы, столярная мастерская, две кузницы. Начальном школа смешанного типа, православная церковь, сельская почта, примэрия, трактир, цыганский табор».
Население жило в бедности, пережило годы засухи и эпидемий. С большими потерями перенесли революции, войны, голод и ссылки. Только в 1922 году , 22 местных крестьянина получили 123 гектара земли. В 1923 году было 288 домов. В 1933 году мельницы уже принадлежали Ивану Кучияш, Георгию Гринику и Тудору Гудима.
Долгие годы здесь был колхоз «Шевченко», специализированный в животноводстве, в выращивании технических культур, садоводстве и виноградарстве.
В 1969 году Старая Богдановка насчитывала 1.710 человек населения. Нераздельные фонды коллективного хозяйства составляли более 1 миллиона рублей. Была построена средняя школа, роддом, дом быта, магазины, почта.
В 1990 году, получая в собственность землю, люди распускают колхоз и в 1998 присоединяются к сельскохозяйственному кооперативу «Богдэнень».
Статистические данные на 2000 год: Площадь — 20,5 кв. км. Домов — 524, колодцев — 53, дорог — 10 км (с твердым покрытием — 2 км ), 3 магазина, дом быта, парикмахерская, баня, медпункт, детсад, русская школа, дом культуры — клуб, библиотека, почта, стадион. Население — 1600 человек (мужчин — 761, женщин — 839), из них 1532 — украинца, 41 — румын, 15 — русских, 6 — гагаузов, 6 — болгар. Трудоспособных — 648. Хозяйственных угодий -1729 га (пахотной земли — 720 га, виноградников — 83 га, садов — 343 га).